# Ceratogyrus darlingi
Ceratogyrus darlingi är en spindelart som beskrevs av Pocock 1897. Ceratogyrus darlingi ingår i släktet Ceratogyrus och familjen fågelspindlar. Inga underarter finns listade i Catalogue of Life.